# Philomène Bata
Philomène Bata (8 de julio de 1983) es una deportista camerunesa que compitió en judo. Ganó seis medallas en el Campeonato Africano de Judo entre los años 2004 y 2017.

## Palmarés internacional
| Campeonato Africano | Campeonato Africano       | Campeonato Africano | Campeonato Africano |
| Año                 | Lugar                     | Medalla             | Categoría           |
| ------------------- | ------------------------- | ------------------- | ------------------- |
| 2004                | Túnez (Túnez)             | Medalla de bronce   | –48 kg              |
| 2010                | Yaundé (Camerún)          | Medalla de plata    | –48 kg              |
| 2011                | Dakar (Senegal)           | Medalla de plata    | –48 kg              |
| 2012                | Agadir (Marruecos)        | Medalla de bronce   | –48 kg              |
| 2015                | Libreville (Gabón)        | Medalla de plata    | –48 kg              |
| 2017                | Antananarivo (Madagascar) | Medalla de bronce   | –48 kg              |